# Philippe Pujol
Pour les articles homonymes, voir Pujol.
Philippe Pujol, né le 11 juillet 1975 à Paris, est un journaliste et écrivain français, lauréat du prix Albert-Londres en 2014 pour sa série d’articles « Quartiers shit » sur les quartiers nord de Marseille.

## Biographie

### Jeunesse
Philippe Pujol grandit à Marseille où ses parents s’installent en 1977.

### Formation
Il obtient une maîtrise de biologie, devient ingénieur en informatique et suit enfin un master de journalisme scientifique de l’École de journalisme et de communication de Marseille, ce qui le conduit au quotidien La Marseillaise pour un stage de journaliste localier en 2003. L’année suivante, il accepte de travailler pour la rubrique fait divers. 

### Carrière
En 2014, il obtient le 76e prix Albert-Londres du grand reportage de presse écrite pour sa série d'articles « Quartiers shit » sur les quartiers nord de Marseille. La même année, il quitte La Marseillaise à la suite d'un licenciement économique, conséquence du dépôt de bilan du journal,. 
En 2017, il publie le livre Mon cousin le fasciste, consacré à son cousin le militant d'extrême droite Yvan Benedetti.
Il fait partie du comité éditorial de Disclose.

## Ouvrages
- French deconnection : au cœur des trafics, Paris, Robert Laffont / Wildproject, 2014., 168 p. (ISBN 978-2-221-14669-9)[6]
- La fabrique du monstre : 10 ans d'immersion dans les quartiers nord de Marseille, la zone la plus pauvre d'Europe, Paris, Les Arènes, 2016., 300 p. (ISBN 978-2-35204-459-8 et 2-35204-459-6)[7]
- Avec Gilles Favier, Marseillais du Nord : les seigneurs de naguère, Marseille, Le Bec en l'air, 2016, 112 p. (ISBN 978-2-36744-094-1)[8]
- Mon cousin le fasciste, Paris, éditions du Seuil, 19 janvier 2017, 128 p. (ISBN 978-2-02-133320-6)[9]
- Marseille 2040, le jour où notre système de santé craquera, Editions Flammarion, 2018, 224 p. (ISBN 9782081422292)[10]
- La chute du monstre, éditions du Seuil, 7 novembre 2019, 288 p. (ISBN 9782021428193)
- Alta Rocca, roman, éditions du Seuil, juin 2020, 283 p.  (ISBN 9782021378306)
- Cramés : Les enfants du Monstre, Julliard, septembre 2024, 224 p.  (ISBN 9782260056607)

## Documentaire
- Ils ont tué mon fils, France 2-Infrarouge, Cocottesminute Production, Co-réalisé avec Edouard Bergeon, 2017, 55 min [11].
- Djellaba basket, France 3-LCP, Gurkin Prod, Co-réalisé avec Jean-Christophe Gaudry, 2018, 52 min [12].
- Péril sur la ville, Arte France, Maximal Productions, 2019, 56 min[13].
- L'affaire Agnes Le Roux: Confidences d'un condamné, Planète Crime, Effervescence Production, 2022, série de 4 x 52 min [14].
- OM, dans les yeux des miens, Canal +, Upside, 2023, 98 min [15].

## Récompenses
- 3e Prix Varenne en 2010 pour un article sur les Roms l’exploitation de la misère par la misère[1].
- Prix Varenne PQR 2012 pour sa série French deconnection, publiée dans La Marseillaise entre juillet et aout 2012.
- Prix Albert-Londres en 2014 pour sa série d'articles « Quartiers shit » sur les quartiers nord de Marseille[2],[16].
- Prix ESJ-Paris en 2017 pour La Fabrique du Monstre
- Mention spéciale ASBU du PriMed 2018[17] pour le documentaire Marseille, ils ont tué mon fils[18].